# Il pellicano di pietra
Il pellicano di pietra è un romanzo di Michele Prisco e pubblicato nel 1996. 

## Storia editoriale
Il romanzo si è aggiudicato nel 1996 il Premio Fregene, il Premio Selezione Campiello, il Premio Cimitile e il Premio Nazionale Rhegium Julii.

## Trama
Nel tardo pomeriggio di una uggiosa giornata di novembre, la signorina Bice esce incontro a un ragazzino che le porta il latte. Insieme e per caso, i due trovano un cadavere di donna adulta e la signorina Bice riconosce come un proprio lavoro di maglieria, la giacca di cui il corpo è rivestito. Si tratta di una giacca che ha lavorato a mano per una delle sorelle Savastano, ma non è possibile capire l'identità della vittima. Vengono allertate le forze dell'ordine e la signorina Bice viene congedata.
La famiglia Savastano, composta dal padre, Tommaso, dalla madre, Giuseppina e dalle figlie Emilia e Maddalena, vive agiatamente in una villetta a Bosco Reale, in prossimità di Torre del Greco e di Ercolano. Il benessere di cui godono è merito della madre Giuseppina, che, uscita dalla povertà grazie alla sua operosità, è ora proprietaria di un centro commerciale di abbigliamento di lusso. La donna porta al lavoro il marito, ma non le figlie (addette alla manutenzione della casa], e si impone con grande autorità sulla famiglia e sui dipendenti del grande e lussuoso negozio.
Ormai uscite dall'adolescenza, Emilia e Maddalena sono entrambe fidanzate: Emilia con Agostino, un giovane povero e lavoratore, Maddalena con Alfonso Molfese, disoccupato. Questo legame dispiace alla madre che, non contenta di ribadirlo, litiga in continuazione con la figlia, arrivando a insultarla e picchiarla per ottenere che lasci il giovane. Un giorno, entrato nel negozio, Alfonso Molfese si ritrova aggredito da Giuseppina che lo offende dandogli del ladro, gli intima di andarsene, sotto minaccia di chiamare la polizia. L'affronto convince il giovane a lasciare Maddalena, ma, cosa ben peggiore, ad entrare nel giro dello spaccio di droga. Così, arricchito e temuto, dopo tre anni, è stroncato da un colpo di pistola all'uscita di un locale. La comunità aveva benvoluto Alfonso e compreso che di fondo era onesto, ma gettato su una strada senza ritorno dalle angherie di Giuseppina, perciò i funerali sono fastosi.
Al funerale va Emilia, in segreto e portando dei fiori da parte di Maddalena. Questa, da quando è stata abbandonata da Alfonso, ha finto di lasciare la casa e si è sistemata in una soffitta, di cui solo Emilia ha la chiave. Ai genitori nemmeno una parola, benché Maddalena sospetti che la madre abbia capito che lei è ancora lì. Nelle normali indagini per la morte di Alfonso si arriva a una perquisizione in casa Savastano (causa una lettera anonima) e Maddalena ricompare. Il padre la abbraccia, ma lei non fa motto e quindi il mite Tommaso va nel bagno e si impicca alla doccia. Questo riporta le tre donne a tu per tu, ma non ci sono ulteriori litigi o recriminazioni.
Poco dopo si celebra il matrimonio di Emilia con Agostino. Il giovane ha avuto fortuna e, impegnandosi a fondo, è ormai proprietario di un'officina. La festa di nozze avviene in un locale chiamato L'Orsa Maggiore, dove, non molto tempo dopo, Maddalena comincia a lavorare come contabile. Rimanendo sola in casa infatti, la giovane deve sorbirsi la compagnia, non troppo gradita e vagamente pericolosa, di Beniamino Falanga, uno spiantato che la madre ha voluto come compagno. Assai più giovane di Giuseppina, vicino per età a Maddalena, frustrato per le maniere dispotiche dell'amante che gli conta i denari, troppo ozioso perché il magro lavoro che si ritrova non lo impegna abbastanza, l'uomo si dichiara un campione di virilità e ciò è infatti la molla per cui una donna come Giuseppina, che era stata una sposa esemplare, si sia data a un libero legame, senza preoccupazioni delle ciance altrui.
All'Orsa Maggiore un uomo nota Maddalena e se ne innamora. Si tratta di Osvaldo Rolandi, rappresentante di medicinali e separato in attesa di divorzio. Con qualche esitazione iniziale, Maddalena si lascia prendere da questo amore e arriva a presentare Osvaldo alla famiglia. Tuttavia, negli anni di volontaria segregazione, Maddalena ha covato un rancore per la madre, ben ricambiato. In effetti la madre ai tempi di Molfese, insinuava che il giovane venisse per lei e non per Maddalena; l'ambiguo legame con Beniamino ripropone il quesito a quale delle due donne sia effettivamente destinato. Così Maddalena intesse un piano pericoloso, convincendo Osvaldo a fare il galante con la madre, per conquistare quella benevolenza di cui immagina di avere bisogno.
Sia Osvaldo che Emilia sono contrari al trucco, ma alla prova dei fatti, Osvaldo si ritrova a fare anche troppo bene la parte dell'amico puro e semplice che, sotto sotto, mira alla madre. La cosa va tanto oltre che maddalena vuole tornare indietro, ma non le è facile e comincia a dubitare di Osvaldo. Dopo una gita a un Santuario in Irpinia, poiché Beniamino si defila fingendo degli impegni, Giuseppina affronta la situazione con la solita energia e, saputo che i due si amano, impone loro di salire nella camera di Maddalena, anziché andare in luoghi lontani, come clandestini.
Il mattino successivo, domenica, Giuseppina si alza insolitamente presto e, annoiandosi, prende alcuni utensili per le pulizie, compreso un pesante spazzolone. Raggiunta da Maddalena, apprende che Osvaldo è uscito molto presto e tornerà l'indomani. Tra le due donne inizia una specie di dialogo che però degenera ben presto: Maddalena ammette di aver tentato di guadagnarsi il favore della madre, ma costei recepisce di essere stata manovrata facilmente, né le passa per la testa di essere stata egocentrica e pronta a credere tutto. Accendendosi d'ira, scaglia un barattolo di marmellata contro Maddalena che, schivandolo, dice "Avresti potuto ammazzarmi!" Come per dire che ti ammazzerò senz'altro, Giuseppina afferra lo spazzolone e colpisce ripetutamente Maddalena, la quale rinuncia a difendersi e muore sotto i colpi sempre più fitti. Per finire, Giuseppina continua a infierire sulla figlia inerme e quindi le pone le mani attorno al collo e stringe fino a spezzarne le ossa.
Da questo momento non si sa più cosa pensi e senta Giuseppina. Il racconto si limita a registrare il ritorno di Beniamino che si presta a nascondere il cadavere. L'uomo incapretta il povero corpo per stornare i sospetti sulla malavita. Quanto a Emilia, non sembra un pericolo immediato perché, la sera prima, era stata avvertita dalla madre, con una telefonata menzognera, che Maddalena e Osvaldo erano fuori e non sarebbero tornati così presto. Eppure il corpo è ritrovato dopo poche ore e la polizia arriva facilmente alla verità: il delitto è opera della madre con favoreggiamento del convivente. I due sono arrestati. La signorina Bice apprende la verità dai telegiornali locali, compreso il fatto che Giuseppina ha sostenuto di sapere cosa stava facendo e non sarà sottoposta a perizie psichiatriche. Poiché la signorina Bice sta lavorando a uno scialle rosso per Maddalena, si chiede cosa farne e a chi mandarlo, ma la volontà le viene meno di fronte a tanto orrore.

### Titolo
Nella breve nota introduttiva, l'autore spiega che il pellicano è un uccello disposto a farsi straziare le carni dai suoi piccoli, se si trova nella necessità di sfamarli e non ha altre possibilità. In questa storia le parti si sono rovesciate e le figlie del pellicano (Giuseppina) non hanno trovato nutrimento, ma si sono scontrate con una durezza di pietra.

### Struttura
All'inizio e alla fine del libro, con due brevi incisi narrativi, il punto di vista è quello della signorina Bice. Tutto il corpo centrale, di vaste dimensioni, è costituito dalle vicende della famiglia Savastano; generalmente il punto di vista è quello di Maddalena, ma non in modo esclusivo, poiché anche gli altri personaggi hanno descritti, spesso minuziosamente, i loro pensieri e sentimenti.

## Edizioni
- Michele Prisco, Il pellicano di pietra, Milano, Rizzoli, 1996.